# Ilaria Accame
Ilaria Elvira Accame (Savona, 31 agosto 2001) è una velocista italiana, specializzata nei 400 metri piani.

## Carriera
Il 12 giugno 2024 ha fatto segnare il nuovo record italiano nella staffetta 4x400 m, assieme a Giancarla Trevisan, Anna Polinari e Alice Mangione, in 3'23"40, in occasione della finale degli Europei di Roma, conclusa al quarto posto. Nello stesso anno ha disputato, nella stessa prova, le Olimpiadi di Parigi, venendo eliminata in batteria con il nono tempo finale.

## Record nazionali
- Staffetta 4×400 metri: 3'23"40 ( Roma, 12 giugno 2024) (Ilaria Accame, Giancarla Trevisan, Anna Polinari, Alice Mangione)

## Palmarès
| Anno | Manifestazione  | Sede      | Evento  | Risultato  | Prestazione | Note             |
| ---- | --------------- | --------- | ------- | ---------- | ----------- | ---------------- |
| 2023 | Europei U23     | Espoo     | 400 m   | Semifinale | 53"19       | [ 4 ]            |
| 2024 | Europei         | Roma      | 4×400 m | 4ª         | 3'23"40     | Record nazionale |
| 2024 | Giochi olimpici | Parigi    | 4×400 m | Batteria   | 3'26"50     |                  |
| 2025 | World Relays    | Guangzhou | 4x400 m | 5ª         | 3'26"40     |                  |

## Campionati nazionali
2024
- Bronzo ai campionati italiani assoluti (La Spezia), 400 m piani - 52"16